# Ligia pallida
Ligia pallida là một loài chân đều trong họ Ligiidae. Loài này được Jackson miêu tả khoa học năm 1938.